# Mistrzostwa Afryki w szachach

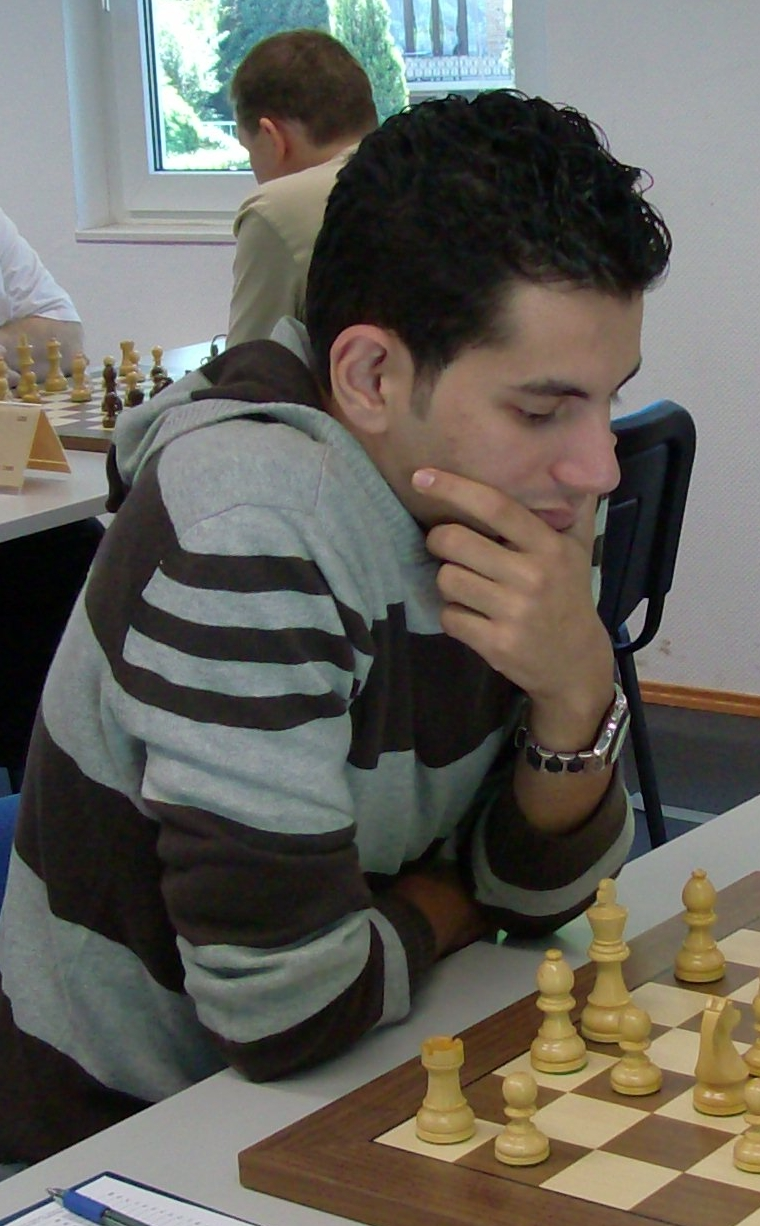
Ahmed Adly (Egipt) - jeden z uczestników Mistrzostw Afryki w szachach

Mistrzostwa Afryki w szachach – rozegrane po raz pierwszy w 1998 r. (mężczyźni) i 2000 r. (kobiety) zawody mające na celu wyłonienie najlepszych szachistów kontynentu afrykańskiego. 

## Lista medalistów
| Lp | Rok / Miasto  | Mężczyźni                                               | Kobiety                                                  | Wyniki |
| -- | ------------- | ------------------------------------------------------- | -------------------------------------------------------- | ------ |
| 1  | 1998 Kair     | 1. Ibrahim Hasan Labib 2. Mohamed Tissir 3. Watu Kobese |                                                          |        |
| 1  | 2000 Algier   |                                                         | 1. Asma Houli 2. Youssef El Ghagah 3. Michelle Minnaar   |        |
| 2  | 2001 Kair     | 1. Hicham Hamdouchi 2. Watu Kobese 3. Fouad El Taher    | 1. Asma Houli 2. Farida Arouche 3. Wissam Touba          |        |
| 3  | 2003 Abudża   | 1. Essam El Gindy 2. Ahmed Adly 3. Amon Simutowe        | 1. Farida Arouche 2. Cecile van der Merwe 3. Asma Houli  |        |
| 4  | 2005 Lusaka   | 1. Ahmed Adly 2. Slim Belkhodja 3. Ali Frhat            | 1. Tuduetso Sabure 2. Farid Basta-Sohair 3. Denise Frick |        |
| 5  | 2007 Windhuk  | 1. Robert Gwaze 2. Pedro Aderito 3. Essam El Gindy      | 1. Muna Chalid 2. Anzel Solomons 3. Yosra Alaa El Din    |        |
| 6  | 2009 Trypolis | 1. Bassem Amin 2. Khaled Abdel Razik 3. Ahmed Adly      | 1. Melissa Greeff 2. Amina Mezioud 3. Muna Chalid        |        |
| 7  | 2011 Maputo   | 1. Ahmed Adly 2. Essam El Gindy 3. Henry Robert Steel   | 1. Muna Chalid 2. Amina Mezioud 3. Denise Frick          |        |
| 8  | 2013 Tunis    | 1. Bassem Amin 2. Ahmed Adly 3. Essam El Gindy          | 1. Shrook Wafa 2. Ayah Moaataz 3. Amina Mezioud          |        |
| 9  | 2014 Windhuk  | 1. Kenny Solomon 2. Bassem Amin 3. Ali Farahat          | 1. Shrook Wafa 2. Anzel Solomons 3. Epah Tembo           |        |